# Arianna Errigo
Arianna Errigo (Monza, 6 de junho de 1988) é uma renomeada esgrimista italiana que conquistou a medalha de ouro por equipes nas Olimpíadas de 2012, além de ter conquistado 10 títulos mundiais, dos quais dois são individuais e oito por equipes, e ainda 14 títulos europeus. Devido a essas conquistas, é frequentemente destacada como "lendária" e como uma das integrantes do Dream Team italiano de florete. Em reconhecimento às suas conquistas, foi agraciada com o Colar de Ouro, a mais importante condecoração desportiva do Comitê Olímpico Nacional Italiano, em 2012, 2017, 2022 e 2023, além de receber a Ordem do Mérito da República Italiana, a mais alta honraria concedida na Itália, em 2013.

## Palmarès
Jogos Olímpicos
| Ano  | Local   | Evento              | Posição | Ref.  |
| ---- | ------- | ------------------- | ------- | ----- |
| 2012 | Londres | Florete por equipes | 1.ª     | [ 9 ] |
| 2012 | Londres | Florete individual  | 2.ª     | [ 9 ] |
| 2024 | França  | Florete por equipes | 2.ª     | [ 9 ] |
| 2020 | Tóquio  | Florete por equipes | 3.ª     | [ 9 ] |

Campeonato Mundial
| Ano  | Local          | Evento              | Posição | Ref.   |
| ---- | -------------- | ------------------- | ------- | ------ |
| 2009 | Antália        | Florete por equipes | 1.ª     | [ 9 ]  |
| 2010 | Paris          | Florete por equipes | 1.ª     | [ 9 ]  |
| 2013 | Budapeste      | Florete individual  | 1.ª     | [ 13 ] |
| 2013 | Budapeste      | Florete por equipes | 1.ª     | [ 13 ] |
| 2014 | Cazã           | Florete individual  | 1.ª     | [ 13 ] |
| 2014 | Cazã           | Florete por equipes | 1.ª     | [ 13 ] |
| 2015 | Moscou         | Florete por equipes | 1.ª     | [ 13 ] |
| 2017 | Lípsia         | Florete por equipes | 1.ª     | [ 13 ] |
| 2022 | Cairo          | Florete por equipes | 1.ª     | [ 13 ] |
| 2023 | Milão          | Florete por equipes | 1.ª     | [ 13 ] |
| 2010 | Paris          | Florete individual  | 2.ª     | [ 9 ]  |
| 2011 | Catânia        | Florete por equipes | 2.ª     | [ 9 ]  |
| 2016 | Rio de Janeiro | Florete por equipes | 2.ª     | [ 13 ] |
| 2018 | Wuxi           | Florete por equipes | 2.ª     | [ 13 ] |
| 2019 | Budapeste      | Florete por equipes | 2.ª     | [ 13 ] |
| 2022 | Cairo          | Florete individual  | 2.ª     | [ 13 ] |
| 2023 | Milão          | Florete individual  | 2.ª     | [ 13 ] |
| 2009 | Antália        | Florete individual  | 3.ª     | [ 9 ]  |
| 2015 | Moscou         | Florete individual  | 3.ª     | [ 13 ] |
| 2017 | Lípsia         | Florete individual  | 3.ª     | [ 13 ] |
| 2018 | Wuxi           | Florete individual  | 3.ª     | [ 13 ] |
| 2019 | Budapeste      | Florete individual  | 3.ª     | [ 13 ] |

Campeonato Europeu
| Ano  | Local        | Evento              | Posição | Ref.  |
| ---- | ------------ | ------------------- | ------- | ----- |
| 2009 | Plovdiv      | Florete por equipes | 1.ª     | [ 9 ] |
| 2010 | Lípsia       | Florete por equipes | 1.ª     | [ 9 ] |
| 2011 | Sheffield    | Florete por equipes | 1.ª     | [ 9 ] |
| 2012 | Legnano      | Florete por equipes | 1.ª     | [ 9 ] |
| 2013 | Zagrebe      | Florete por equipes | 1.ª     | [ 9 ] |
| 2014 | Estrasburgo  | Florete por equipes | 1.ª     | [ 9 ] |
| 2015 | Montreux     | Florete por equipes | 1.ª     | [ 9 ] |
| 2016 | Toruń        | Florete individual  | 1.ª     | [ 9 ] |
| 2017 | Tiblíssi     | Florete individual  | 1.ª     | [ 9 ] |
| 2017 | Tiblíssi     | Florete por equipes | 1.ª     | [ 9 ] |
| 2018 | Novi Sad     | Florete por equipes | 1.ª     | [ 9 ] |
| 2022 | Antália      | Florete por equipes | 1.ª     | [ 9 ] |
| 2024 | Basileia     | Florete individual  | 1.ª     | [ 9 ] |
| 2024 | Basileia     | Florete por equipes | 1.ª     | [ 9 ] |
| 2016 | Toruń        | Florete por equipes | 2.ª     | [ 9 ] |
| 2018 | Novi Sad     | Florete individual  | 2.ª     | [ 9 ] |
| 2022 | Antália      | Florete individual  | 2.ª     | [ 9 ] |
| 2009 | Plovdiv      | Florete individual  | 3.ª     | [ 9 ] |
| 2012 | Legnano      | Florete individual  | 3.ª     | [ 9 ] |
| 2015 | Montreux     | Florete individual  | 3.ª     | [ 9 ] |
| 2019 | Dusseldórfia | Florete por equipes | 3.ª     | [ 9 ] |

## Condecorações
- Colar de Ouro ao Mérito Desportivo (18 de abril de 2012)[14]
- Ordem do Mérito da República Italiana (5 de junho de 2013)[15]
- Colar de Ouro ao Mérito Desportivo (19 de dezembro de 2017)[16]
- Colar de Ouro ao Mérito Desportivo (14 de novembro de 2022)[17]
- Colar de Ouro ao Mérito Desportivo (22 de dezembro de 2023)[18]